# Dunbaria
Dunbaria là một chi thực vật có hoa thuộc họ Fabaceae. Nó thuộc phân họ Faboideae.

## Hình ảnh

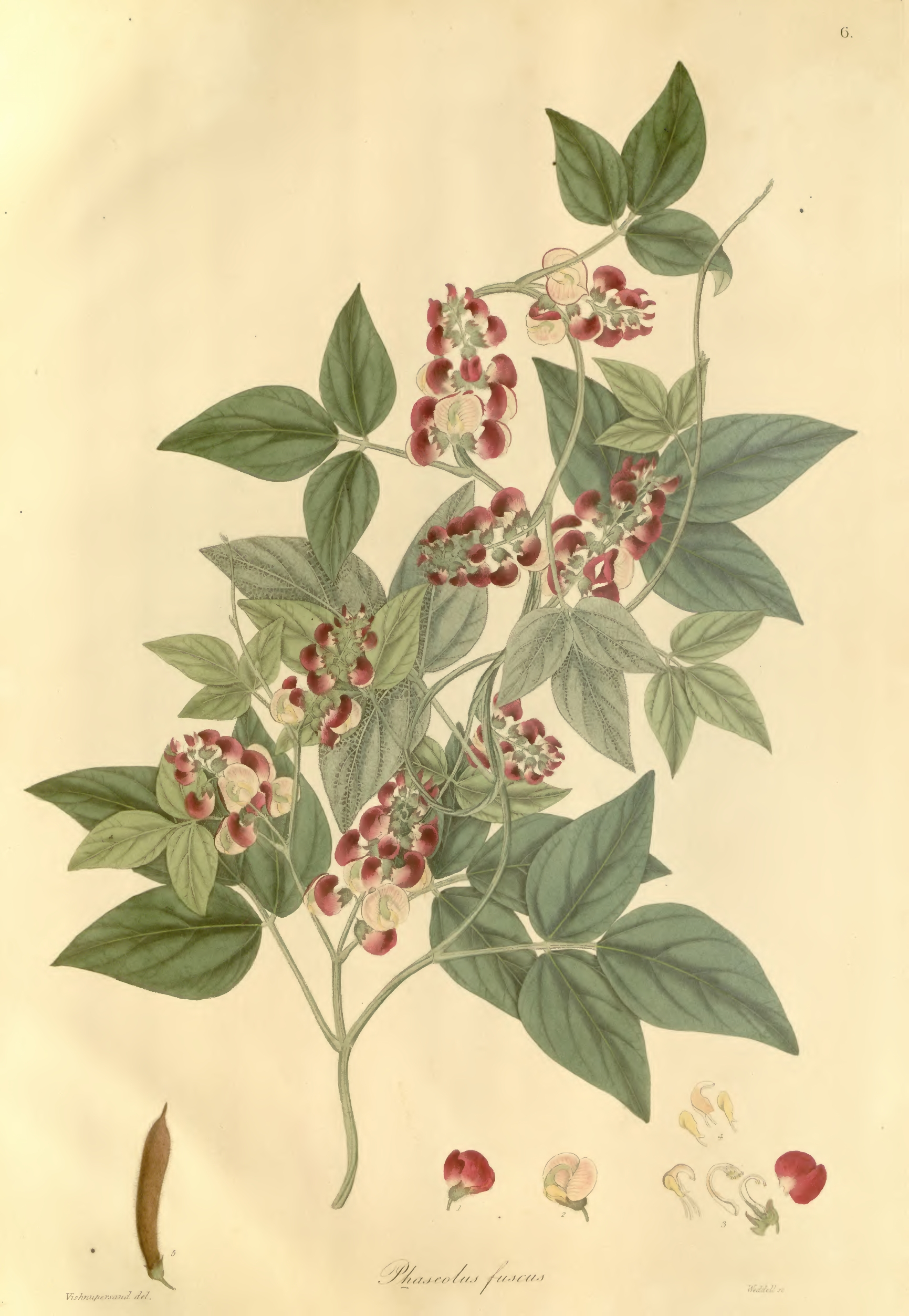

## Species
- Dunbaria bella
- Dunbaria circinalis
- Dunbaria cumingiana
- Dunbaria debilis
- Dunbaria ferruginea
- Dunbaria flavescens
- Dunbaria floresiana
- Dunbaria fusca
- Dunbaria glabra
- Dunbaria glandulosa
- Dunbaria gracilipes
- Dunbaria henryi
- Dunbaria lecomtei
- Dunbaria longiracemosa
- Dunbaria nivea
- Dunbaria parvifolia
- Dunbaria podocarpa
- Dunbaria punctata
- Dunbaria rubella
- Dunbaria thorelii
- Dunbaria truncata
- Dunbaria villosa